# 朋友之间 (2013年电影)
《朋友之间》（英語：Among Friends）是一部喜劇恐怖片，由丹妮拉·哈里絲執導，艾莉莎·洛比特編劇，於2013年發行DVD。

## 剧情
與老朋友的晚餐很快就變味了。

## 演员
- 克里斯多佛·巴庫斯（英语：Christopher Backus） 饰 马库斯
- 珍妮佛·布蘭克（英语：Jennifer Blanc） 饰 梅拉妮
- A·J·鮑恩（英语：AJ Bowen） 饰 亚当
- 達納·道里 饰 莉莉
- 布瑞安妮·戴維斯（英语：Brianne Davis） 饰 朱尔斯
- 卡瑪拉·瓊絲 饰 萨拉
- 艾莉莎·洛比特 饰 贝尔纳黛特
- 克里斯·邁耶爾 饰 布兰
- 肯恩·哈德 饰 豪華轎車司機
- 丹妮拉·哈里絲（英语：Danielle Harris） 饰 自己